# Bauklimatik
Der Begriff Bauklimatik bezeichnet eine interdisziplinäre Anwendungswissenschaft der Fachbereiche Physik, Bauwesen, Architektur sowie Klimatologie. Er ist definiert als „(…) die Gesamtheit jener Erscheinungen, die am Zustandekommen des Klimas im Inneren und in der unmittelbaren Umgebung der Gebäude beteiligt sind, sowie die Einwirkung des Klimas auf die Baukonstruktion“.
Hauptanliegen der Bauklimatik ist zum einen die Funktionssicherung der Bauwerke, d. h. die Beeinflussung des Raumklimas dahingehend, dass die Nutzbarkeit der Gebäude und Freiräume sichergestellt wird. Zum anderen die Eigensicherung von Bauwerken, d. h. Schutz der Baukonstruktion vor unzulässiger Beanspruchung durch Klimaeinflüsse.

## Entstehung des Fachbereiches
Als Begründer des Fachbereiches gilt Werner Cords-Parchim, von 1947 bis 1953 Professor an der Technischen Hochschule Dresden. Cords rief im Rahmen seiner Tätigkeit am Lehrstuhl für Landwirtschaftliches Bau- und Siedlungswesen die Vorlesungsreihe Technische Bauhygiene ins Leben. Der Fachbereich avancierte 1952 zu einem eigenständigen Institut (Institut für Technische Bauhygiene) zu dessen Direktor er 1952 ernannt wurde. Unter den nachfolgenden Professoren bzw. Institutsdirektoren (Schubert, Kussmann, Schuster) wandelte sich die Institutsbezeichnung fortwährend. Im Jahr 1969 prägte Karl Petzold die heute noch gültige Bezeichnung Institut für Bauklimatik.

## Lehrinhalte
Cords formulierte den inhaltlichen Schwerpunkt des Fachbereichs wie folgt: „Das körperliche und seelische Leben seiner Mitmenschen durch entsprechende Bauten zu schützen, zu erleichtern und zu verschönern, das ist die vornehmste Aufgabe des Architekten wie des Ingenieurs. (…)
In diesem Sinne befasst sich die technische Bauhygiene mit der Möglichkeit, gesunde Wohn- und Arbeitsstätten zu schaffen und zu unterhalten. Die technische Bauhygiene behandelt demgemäß die Maßnahmen zur Abwehr und Förderung von Umwelteinflüssen. Das sind:
- Wärmeschutz und Wärmeversorgung
- Lüftung, Klimatisierung und Kühlung
- Feuchtigkeitsschutz
- Besonnung
- Beleuchtung
- Schall- und Erschütterungsschutz

Die Bauklimatik wird heute etwas umfassender interpretiert. Petzold umriss den Fachbereich in den 1990er Jahren mit den Worten „Klimagerechtes Bauen ist besser als bauwerksgerechtes Klimatisieren“.
Unter klimagerechtem Bauen versteht er die Anpassung des Bauwerks an das lokale Außenklima mit dem Ziel, ein Bauwerk zu errichten das optimale Raumklimabedingungen bietet und gleichzeitig vor klimabedingten Schäden geschützt ist. In dieses Arbeitsgebiet fließt ein weites Spektrum der Architektenleistung sowie auch der Bauingenieursleistungen ein. Angefangen mit der Entwurfsarbeit erstreckt es sich bis zur Ausführungsplanung.
Mit dem Bauwerksgerechten Klimatisieren meint er den unterstützenden Einsatz der Gebäudetechnik zur Bereitstellung des optimalen Raumklimas bzw. der Schadensfreiheit des Bauwerks. Es darf darunter nicht verstanden werden, dass es die alleinige Aufgabe der TGA ist, das optimale Raumklima bereitzustellen. Beide Fachbereiche müssen funktionell gut aufeinander abgestimmt werden.
Einen steigenden Einfluss auf den Fachbereich nehmen wirtschaftliche und politische Fragestellungen. So ist es mit der Novellierung der Energieeinsparverordnung im Jahr 2007 mehr denn je entscheidend, welchen Energiebedarf ein Bauwerk erfordert. Darüber hinaus beweisen Bauherren aus wirtschaftlichen Gründen (Energiepreissteigerung) zunehmend Eigeninitiative in Bezug auf Energieeinsparmaßnahmen.

## Abgrenzung des Fachbereichs
Die Inhalte der Bauklimatik decken sich stark mit denen der Bauphysik. Doch im Gegensatz zur Bauphysik, welche eher am Bauteil ausgerichtet ist, orientiert sich die Bauklimatik am gesamten Bauwerk. Sie stellt Erkenntnisse zur Wechselwirkung zwischen Gebäude und Klima sowie Methoden zur Umsetzung dieser Erkenntnisse bereit, welche zur Vermeidung von klimabedingten Schäden und unbehaglichen Raumklimaten in Gebäuden führen sollen.